# Trestanecké pracovní tábory při československých uranových dolech

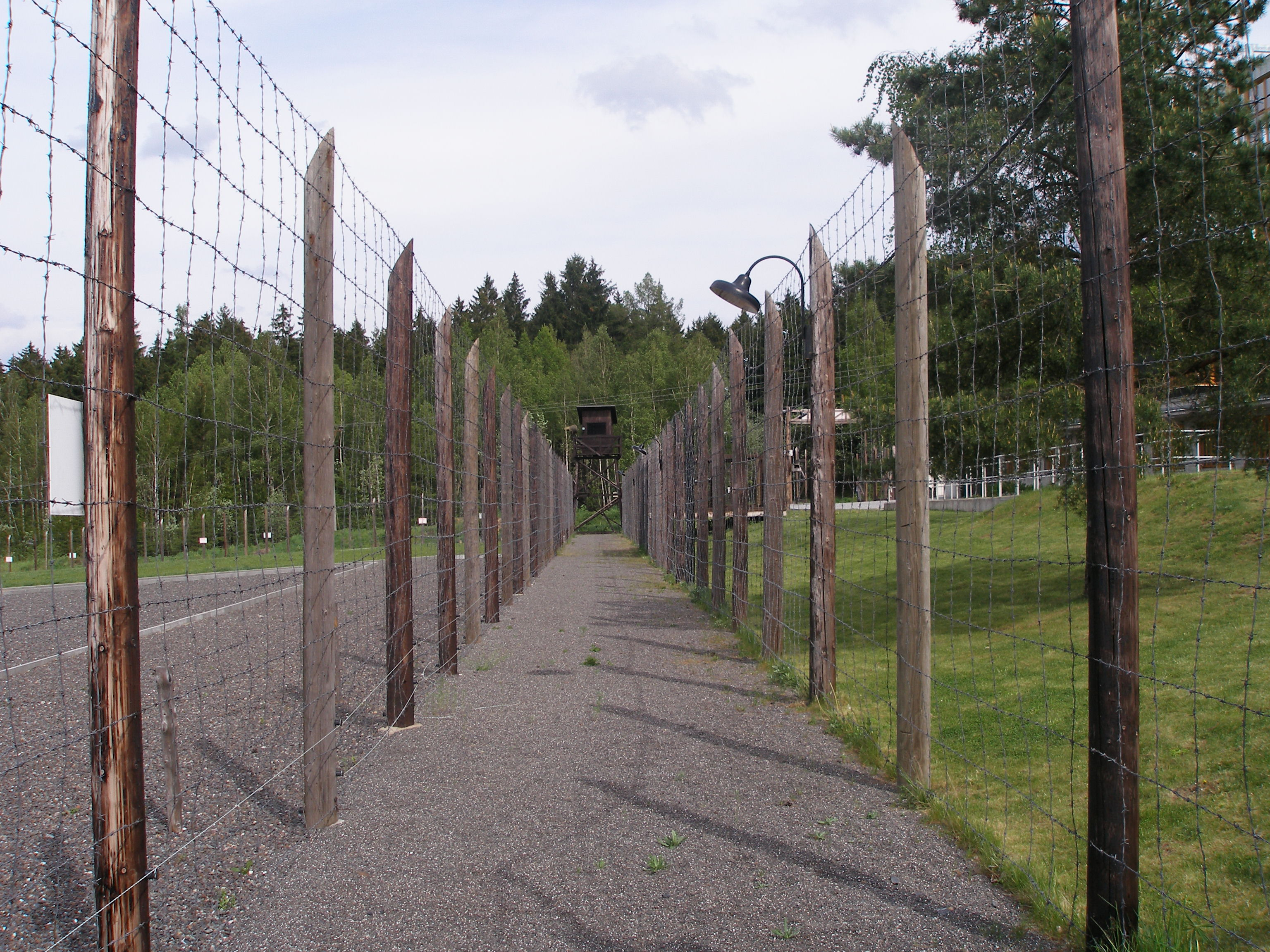
Replika ostřelovacího pásma v táboře Vojna

Trestanecké pracovní tábory při jednotlivých závodech národního podniku Jáchymovské doly, fungovaly na území bývalého Československa mezi roky 1949 až 1961. Jednalo se celkem o 18 vězeňských zařízení táborového typu postavených v blízkosti některé z důlních uranových šachet v oblasti Jáchymova, Horního Slavkova a Příbrami. Zdejší trestanci (vězňové) byli nuceni těžit uranovou rudu pro Sovětský svaz za krajně nevyhovujících a nelidských podmínek, které zvláště v letech 1950–1953 hrubě překračovaly i hranice tehdejší komunistické zákonnosti. V letech 1949 až 1954 byly tyto tábory oficiálně označovány jako trestanecké pracovní tábory, respektive pracovní útvary vězňů, od roku 1954 jako nápravně pracovní tábory. Celkově těmito tábory prošlo přibližně 65 000 trestanců, z nich asi polovinu tvořili političtí vězňové.

## Účel uranových táborů
Se vznikem poválečného bipolárního světa se objevilo reálné riziko možného nového vojenského konfliktu mezi Sovětským svazem a Spojenými státy. Zatímco USA od roku 1945 disponovaly jaderným arzenálem, SSSR nikoli. Stalinova komunistická diktatura proto potřebovala v co nejkratším čase získat maximum uranu k výrobě vlastní atomové zbraně. Jediné otevřené zdroje, dostupné pro SSSR, se nalézaly v Krušnohoří. Hned po válce proto Sověti udělali maximum pro jejich ovládnutí.

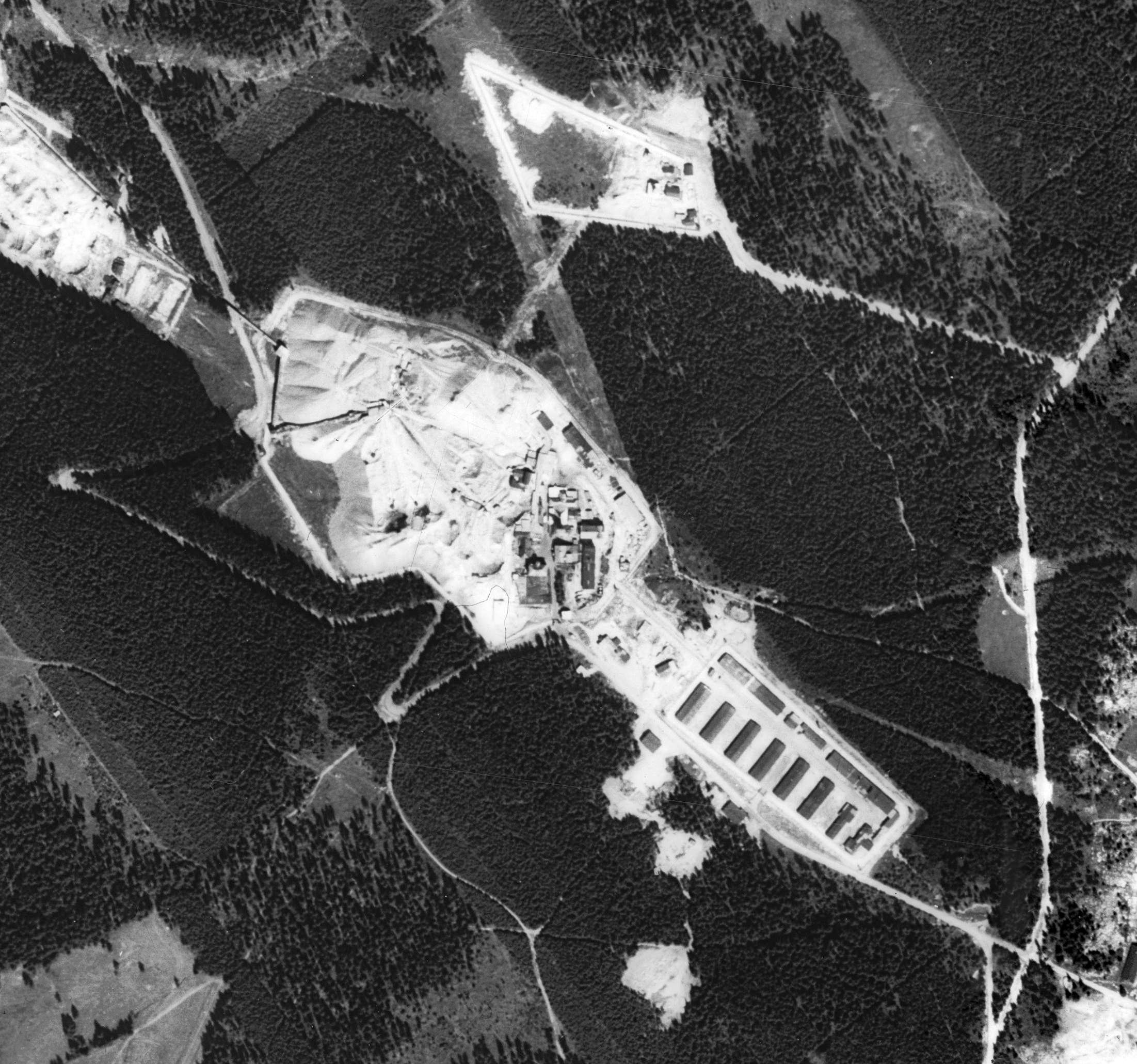
Důl Rovnost s trestaneckým táborem, historická ortofotomapa (50. léta)

Na podkladě tajné československo-sovětské smlouvy z listopadu 1945 vznikl národní podnik Jáchymovské doly, jehož úkolem bylo zajistit těžbu uranové rudy v takovém rozsahu, jaký československé straně ukládala sjednaná smlouva. Početní stav civilních horníků, zlákaných do uranových dolů z různých oblastí Československa, nebyl dostačující. Za účelem zrychlení a zvýšení dodávek bylo proto do těžby nasazeno několik set tuzemských etnických Němců, vyjmutých za tím účelem z plánovaného odsunu. Souběžně s tím byli do těžby uranové rudy zapojeni i němečtí váleční zajatci, transportovaní na československé území především ze Sovětského svazu a z Německa. Od roku 1949 se tato rozmanitá skupina nesvobodných pracovních sil při Jáchymovských dolech dále rozrostla o chovance z táborů nucených prací a především o soudně trestané vězně kriminální, retribuční a politické.
Organizaci důlní činnosti zajišťoval národní podnik Jáchymovské doly, formálně řízený československými báňskými orgány, v praxi však plně podléhající vlivu politických nařízení nejvyšších komunistických představitelů. Klíčovým účelem podniku bylo bez ohledu na okolnosti vytěžit maximum uranové rudy za co nejkratší dobu. Veškerá strategická rozhodnutí prováděla Stálá smíšená československo-sovětská komise v Praze, nikoli důlní podnik. Úkolem jáchymovského podniku a jemu podřízených důlních pracovišť měla být organizace práce, zajištění nezbytného vybavení a výstroje, v čemž ale po mnoho let selhával. Následky nesli civilní horníci a zejména trestanci.
Podnik Jáchymovské doly byl také vlastníkem táborových areálů a byl zodpovědný za jejich budování a provozuschopnost. Podnik se tak přímo i nepřímo podílel na represi trestanců vytěžovaných uranovým průmyslem.

## Historie
Po skončení druhé světové války lze v uranových dolech rozlišit tři typy táborů pro nesvobodné pracovní síly. V období 1946–1950 to byly tábory pro německé válečné zajatce, v letech 1949–1951 tábory nucené práce (TNP) a období 1949–1961 nápravně pracovní tábory (NPT). Pro německé válečné zajatce se využívaly zejména dva dřevěné baráky obehnané ostnatým drátem u dolů Bratrství a Rovnost, později jejich počet zvýšil na devět. Tábory nucené práce (TNP) vznikly na základě zákona 247/1948 Sb. o táborech nucené práce. K tomu, aby byl občan přikázán do TNP, nemusel spáchat žádný trestný čin, stačilo pouhé podezření, až na výjimky bez řádného soudu na dobu tří měsíců až dvou let, a to z rozhodnutí národního výboru neb výborů KSČ a KSS. Přikazovací komise projednaly od prosince 1948 do srpna 1950 31 tisíc návrhů a do táborů nucené práce poslaly 16 691 osob. V roce 1949 došlo ke zrušení táborů nucené práce a nahradily je nápravně pracovní tábory (NPT). Část táborů nucené práce byla vybudována ze zajateckých táborů po německých válečných zajatcích, část z táborů nucených prací a ostatní byly nově postaveny. Zrušení táborů bylo spjato s ukončením těžby v dané lokalitě.

## Správa

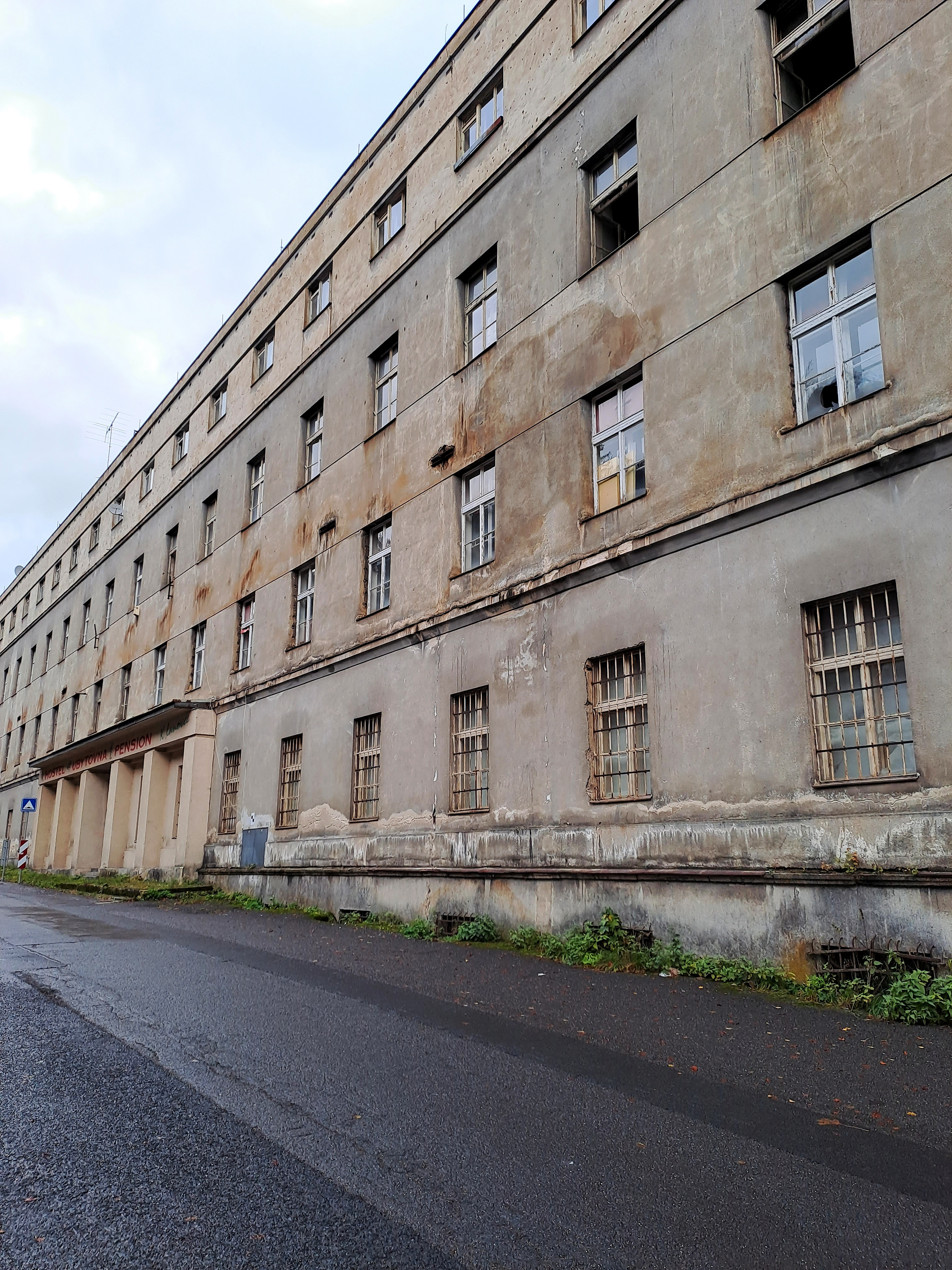
Bývalé ředitelství Jáchymovských dolů

Na rozdíl od táborů nucené práce, jejichž provoz kontrolovalo československé Ministerstvo vnitra, trestanecké tábory řídilo zpočátku československé Ministerstvo spravedlnosti, od jara 1951 Ministerstvo národní bezpečnosti a teprve po zrušení MNB v roce 1953 nad trestaneckými tábory převzal kontrolu rezort vnitra. Významný vliv na fungování táborů a každodenní trápení vězňů měl však i civilní důlní podnik Jáchymovské doly.
Trestanecké tábory při uranových dolech vznikaly postupně mezi roky 1949 až 1953. Základ vznikající táborové soustavy tvořila skupina táborů u nejstarších uranových šachet v okolí Jáchymova s centrální správou ve Vykmanově u Ostrova. Zdejší trestanecké tábory začaly původně fungovat jako pobočka věznice Plzeň-Bory, s následně vzniklou samostatnou správou, označovanou krycím názvem Stanice Ostrov, respektive Správa táborů Ostrov. V zájmu rychlého zvyšování produkce uranu začaly záhy vznikat i stejné tábory u Horního Slavkova a také u Příbrami. Celou soustavu postupně tvořilo 18 oplocených táborových zařízení. Vzhledem k tomu, že dva tábory se v určité době přesunuly na jiné místo, hovoří se někdy o 20 táborových areálech, byť názvy těchto táborů zůstaly nezměněny. Všechny vězeňské tábory při uranových dolech byly definovány jako detašovaná pracoviště Vězeňského ústavu Ostrov, čímž fakticky vytvářely největší vězeňský ústav, jaký kdy na území Československa existoval.

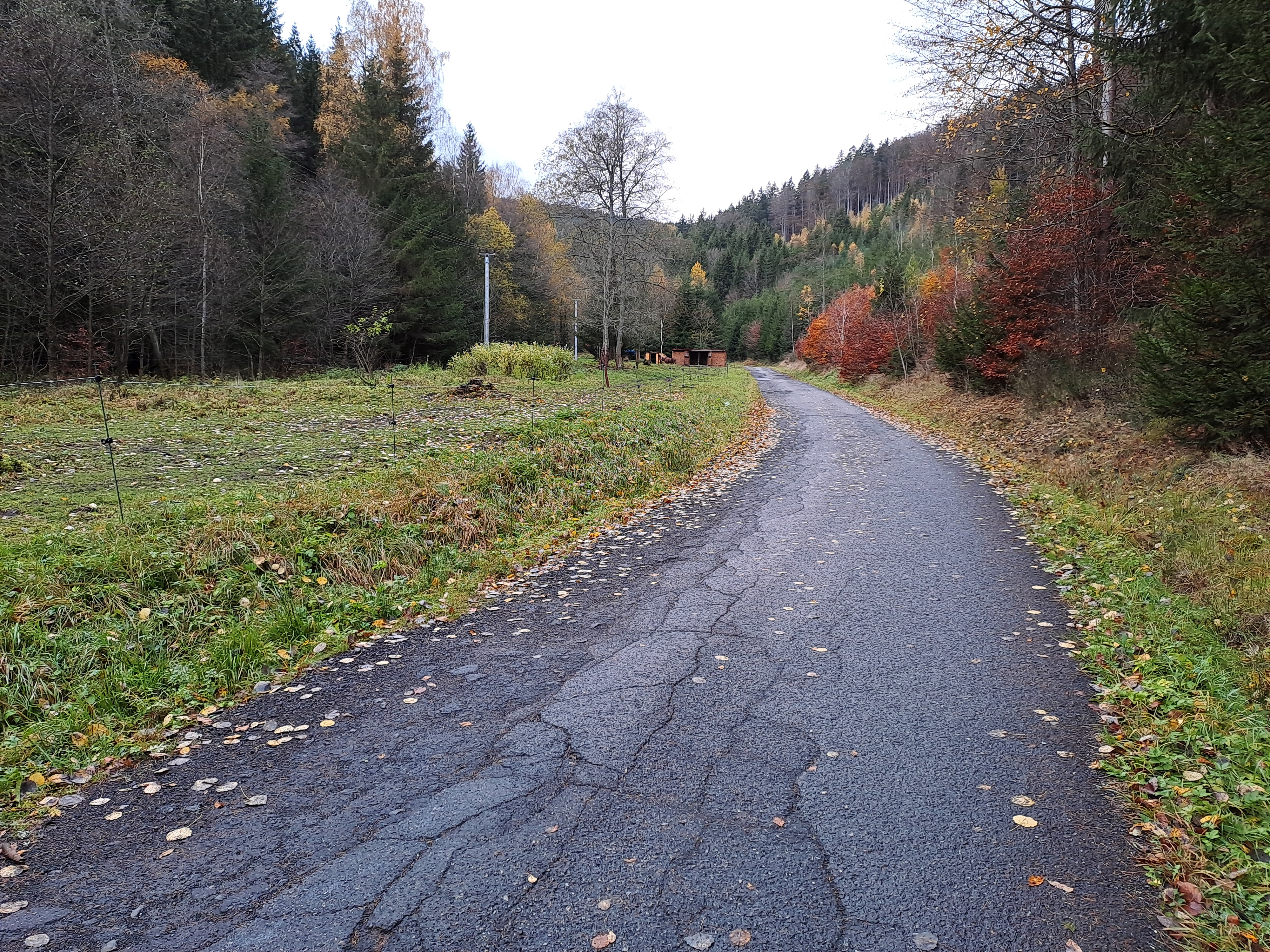
Pohled do míst, kde v letech 1950 až 1954 stál Ústřední tábor

Správa trestaneckých uranových táborů sídlila ve Vykmanově, kde také fungoval střediskový vězeňský ústav celé táborové soustavy. Pouze mezi roky 1950 až 1954 byl z bezpečnostních důvodů jako správní a střediskový tábor používán tzv. Ústřední tábor, stojící v nejstřeženější oblasti hned u Jáchymova (nedaleko šachty Bratrství).
Dohled nad trestaneckými tábory byl několik let předmětem kompetenčních sporů a zákulisní vysoké politiky mezi sovětskými vězeňskými poradci, sovětskými manažery Jáchymovských dolů, orgány ministerstva spravedlnosti a orgány ministerstva národní bezpečnosti. Sovětské orgány, které v oblasti až do roku 1950 provozovaly síť vlastních zajateckých táborů měly zájem převzít i správu nově vzniklých trestaneckých táborů. Tuto možnost československá strana důrazně odmítla. Pokusy o zákulisní vliv sovětských poradců na dění v táborech byl po několik let předmětem mnoha kompetenčních sporů. Předmětem konfliktů byl však výhradně mocenský vliv, nikoli životní podmínky trestanců.
Dohled nad trestanci uvnitř táborů zajišťoval až do jara 1951 Sbor uniformované vězeňské stráže (SVS), řízený ministerstvem spravedlnosti. Na jaře 1951 silově převzalo veškerou správu táborů ministerstvo národní bezpečnosti (útvar SNB Jeřáb), které do té doby zajišťovalo ostrahu vězňů mimo areál táborů (eskorty na pracoviště a zpět). Po zániku MNB v roce 1953 převzalo tábory ministerstvo vnitra s nově nabitými širokými kompetencemi. Soustava uranových táborů následně fungovala pod kódovým označením Správa MV Jáchymov. Ostrahu začala nově zajišťovat Vnitřní stráž MV.

## Provoz
Každý trestanecký tábor byl samostatnou provozní jednotkou. Formálním představitelem každého táborového zařízení byl náčelník tábora – příslušník vězeňské stráže, od roku 1951 příslušník SNB Jeřáb. Disponoval pravomocemi na úrovni ředitele běžné pevné věznice. Zodpovídal se pouze centrální správě táborů. Tým jeho podřízených tvořili osvětový referent, strážmistr pro zásobování a skupina řadových příslušníků táborové ostrahy. Významnou roli v každodenním chodu tábora měla tzv. samospráva vězňů, tedy skupina elitních vězňů pověřených organizačními pravomocemi nad ostatními trestanci a často jich také zneužívající.

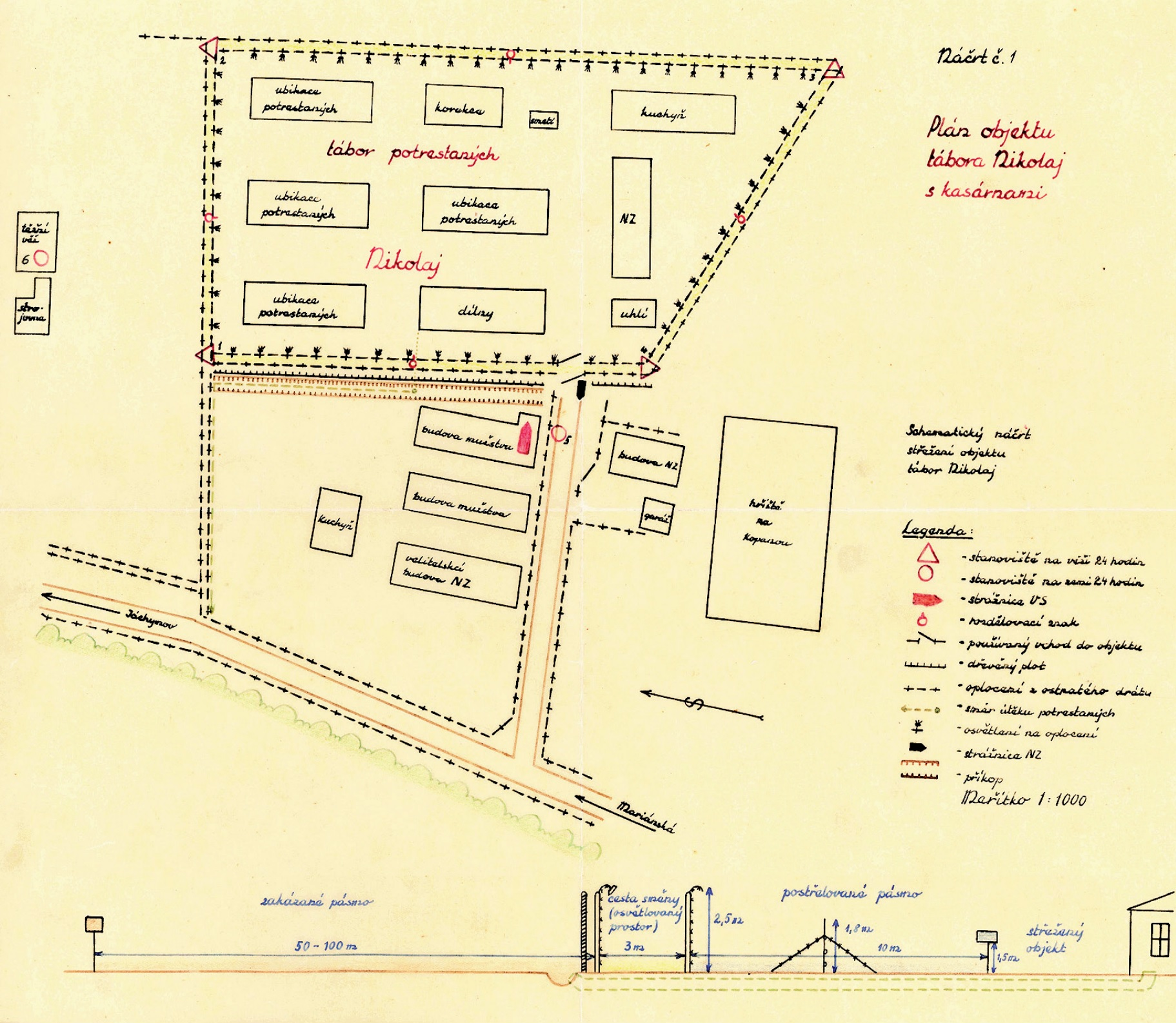
Plán tábora Nikolaj (1955)

Každý tábor byl oplocen vysokým dvojitým oplocením z ostnatého drátu. Táborový areál byl nepřetržitě střežen z několika vysokých strážných věží (tzv. špačkárny). Uvnitř tábora stál velitelský barák s kancelářemi a světnicemi táborové samosprávy, dále ubikace pro vězně, kuchyň, prádelna, sklady (potravin, topiva apod.), kantýna, převýchovný barák (tzv. kulturní barák), prádelna, trestní barák a tvrdá korekce (samovazba).
Asi polovinu trestanců v tuzemských uranových táborech tvořili političtí vězňové různého druhu. Právě domnělí či skuteční oponenti komunistického režimu trpěli v táborech nejvíce. Trestanecké tábory byly proslulé hrubými nezákonnostmi, které překračovaly i tehdejší komunistické právo. Tyto nezákonnosti byly primárně nasměrovány na třídní nepřátele režimu, nikoli na zloděje a vrahy, kteří tvořili druhou velkou táborovou komunitu a byli vedením táborů paradoxně považováni za nejdůvěryhodnější vězně. Až do roku 1955 existovala v táborech ještě třetí skupina vězňů, odsouzených v rámci poválečné retribuce. Ani tuto skupinu trestanců nelze paušalizovat.

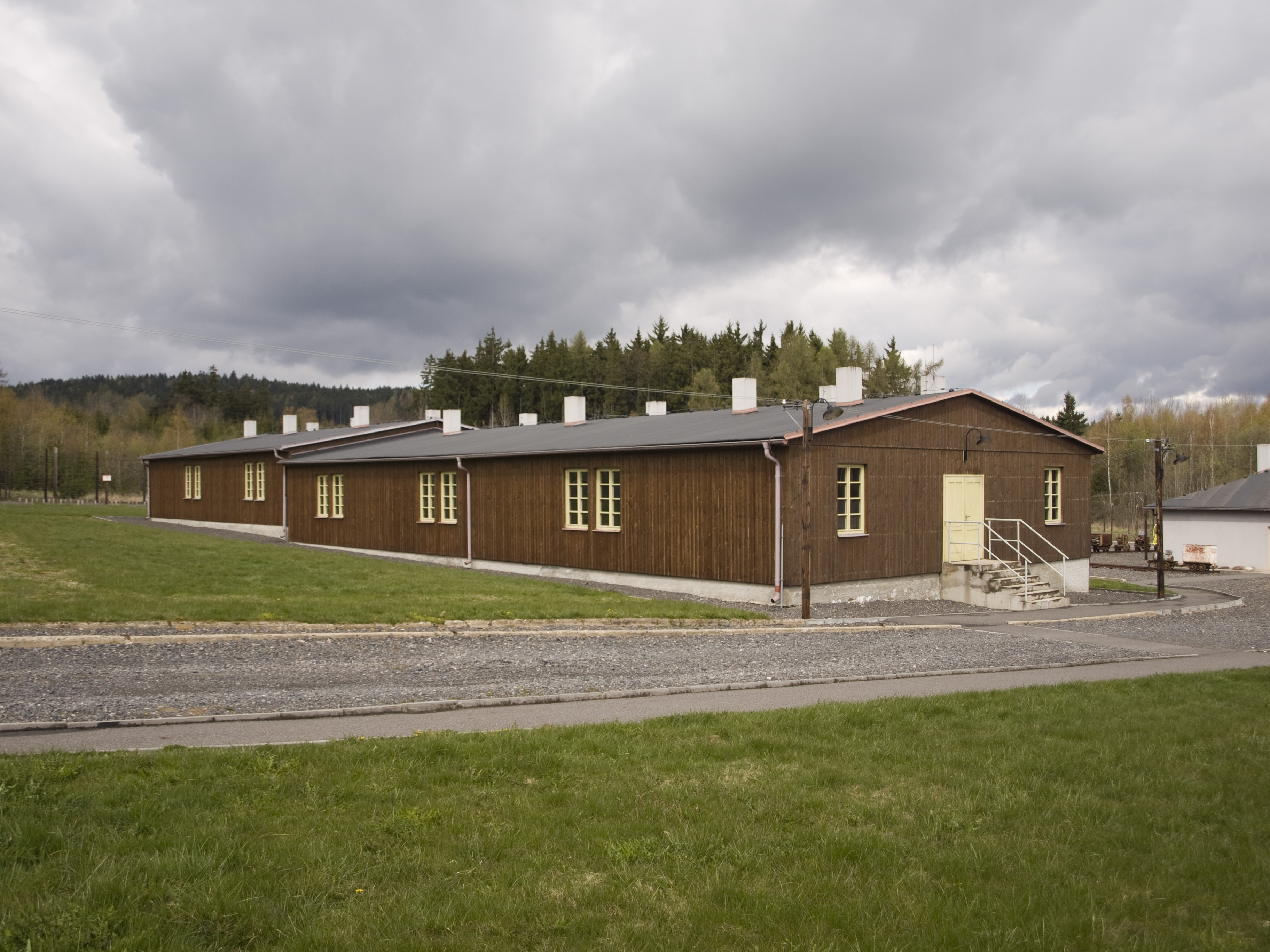
Barák v táboře Vojna

Většinu táborových baráků tvořily chatrné dřevěné stavby. Ubikace nebyly zapuštěny do země, ale stály na nízkých sloupcích, aby se eliminovalo riziko podkopu a pokusu o útěk. V běžném obytném baráku bylo deset až dvanáct světnic, ve kterých bydlelo v průměru dvacet až třicet trestanců. Osazenstvo baráku spalo na palandách. Kromě postele směl mít každý trestanec ještě kartonovou krabici, ve které měl několik svých osobních věcí. V centru každé místnosti byl umístěn stůl, u kterého během dne sedávali trestanci, přidělení na noční směnu. V každé světnici stála kamna, která se ale používala jen v zimním období a pouze ve dne. V noci bylo zakázáno topit z obav možného požáru. Trestanci navíc dostávali jen omezený příděl topiva, který jim často nestačil ani během dne. Od podzimu do jara nedokázaly chatrné ubikace udržet výraznější teplo.
Trestanci byli v uranových dolech zaměstnáni na dvě, respektive tři směny. Na pracovišti se běžně dostávali do kontaktu s civilními horníky, kteří jim přidělovali práci. Civilisté byli sice před komunikací s trestanci varováni. Většina horníků však měla ke komunistickému systému ambivalentní vztah a běžně porušovala jak bezpečnostní, tak i státně-bezpečnostní předpisy. Někteří civilisté se podíleli na šikanování trestanců, jiní naopak pochopili, že je zde vedle vrahů a násilníků i mnoho vězňů politických, a snažili se jim pomáhat.

## Seznam táborů
Přehled trestaneckých táborů (NPT) při tuzemských uranových dolech, které fungovaly v letech 1949–1961.
| název tábora            | krycí označení | oblast        | zřízení              | zrušení          |
| ----------------------- | -------------- | ------------- | -------------------- | ---------------- |
| Vykmanov I              | C              | Jáchymov      | 1. 3. 1949           | slouží dosud     |
| Mariánská (starý tábor) | B              | Jáchymov      | 4. 6. 1949           | podzim 1953      |
| Prokop                  | T              | Horní Slavkov | 2. 7. 1949           | 14. 5. 1955      |
| Eliáš I                 | N              | Jáchymov      | 29. 7. 1949          | koncem roku 1951 |
| Rovnost (starý tábor)   | P              | Jáchymov      | 15. 9. 1949          | jaro–léta 1950   |
| Svornost                | K              | Jáchymov      | 4. 12. 1949          | 29. 10. 1954     |
| Ležnice                 | O              | Horní Slavkov | 26. 1. 1950          | 22. 8. 1955      |
| Ústřední tábor          | D              | Jáchymov      | 4. 2. 1950           | 12. 12. 1954     |
| Bratrství               | M              | Jáchymov      | 21. 2. 1950          | 12. 6. 1954      |
| Rovnost (nový tábor)    | P              | Jáchymov      | 1950                 | 1. 6. 1961       |
| Eliáš II                | N              | Jáchymov      | 8. 12. 1950          | 1. 4. 1959       |
| Vykmanov II             | L              | Jáchymov      | před únorem 1951     | 26. 5. 1956      |
| Svatopluk               | V              | Horní Slavkov | únor-duben 1951      | 14. 5. 1955      |
| Vršek-Barbora           | E              | Jáchymov      | červen 1951          | 30. 3. 1957      |
| XII                     | X              | Horní Slavkov | červen-červenec 1951 | 9. 8. 1954       |
| Vojna                   | U              | Příbram       | do 20. 7. 1951       | 1. 6. 1961       |
| Nikolaj                 | A              | Jáchymov      | září 1951            | 1. 7. 1958       |
| Bytíz                   | Z              | Příbram       | květen 1953          | slouží dosud     |
| Mariánská (nový tábor)  | B              | Jáchymov      | podzim 1953          | 1. 4. 1960       |

## Šikana a nezákonnosti

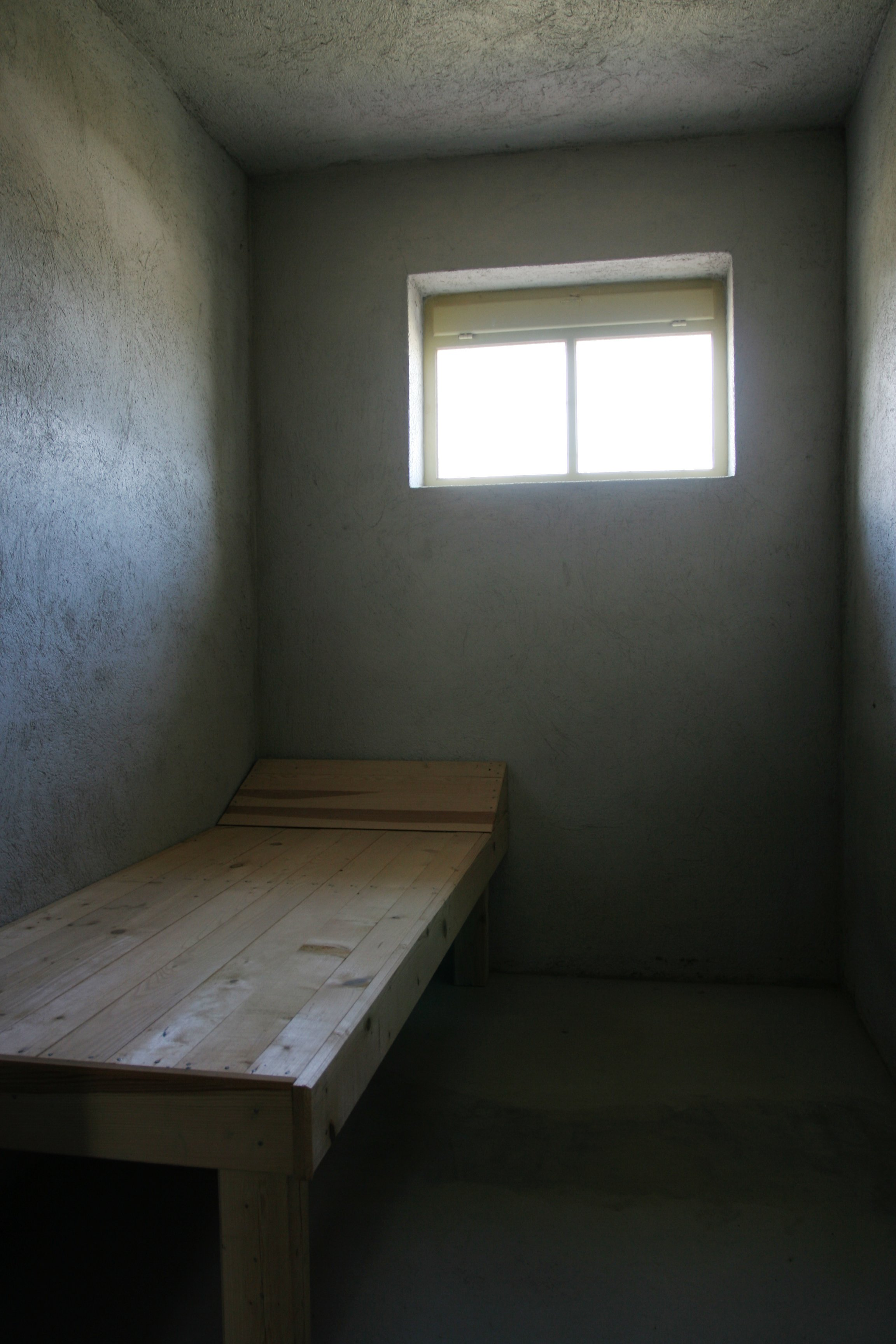
Korekce v táboře Vojna

Justiční a policejní aparát komunistického Československa byl založen na třídní nenávisti a bezohlednosti represivních orgánů. Prakticky všechny složky státní správy a samosprávy tak měly možnost se přímo i nepřímo podílet na nespravedlivém pronásledování skutečných či domnělých kritiků komunistického režimu. V tuzemských věznicích docházelo během padesátých let k celé řadě nezákonností a trestanecké tábory z této represivní politiky nijak nevybočovaly.

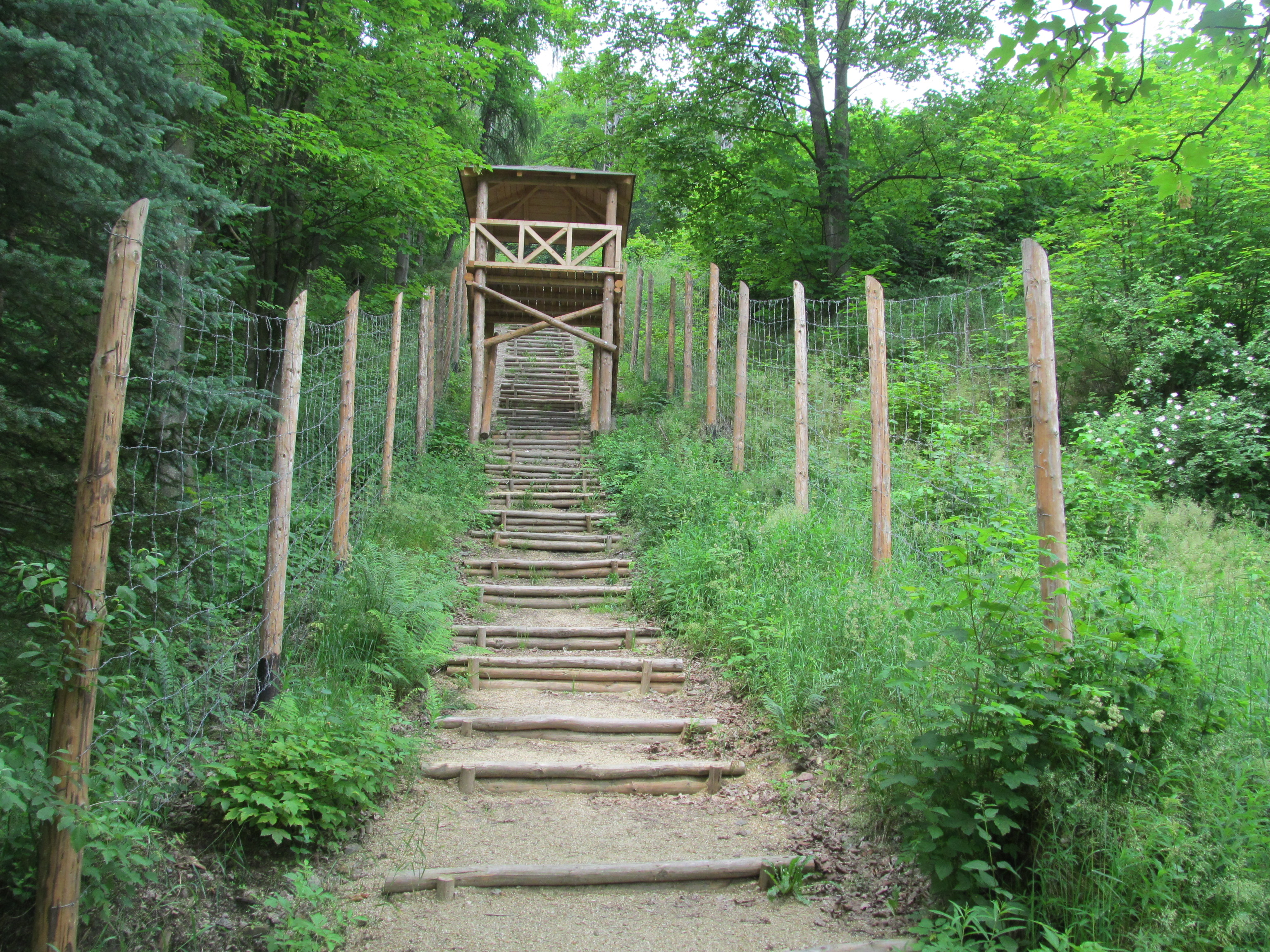
Schody k bývalému táboru Svornost u Jáchymova

Prakticky každý den mohl být pro trestance prostoupen drobnými formami šikany, které více či méně přesahovaly rámec nezbytné striktní vězeňské disciplíny. Záleželo na povaze jednotlivých příslušníků ostrahy, na individuálních táborových okolnostech, na politické situaci i na charakteru konkrétního vězně. Obecně platilo, že kriminální vězňové byli v očích táborové správy považováni za spolehlivější a důvěryhodnější, zatímco na politické vězně se pohlíželo jako na nepřevychovatelné nepřátele státu, kteří si žádné slitování nezaslouží.
Nejčastější formy každodenní šikany spočívaly ve slovním ideologicky motivovaném ponižování politických trestanců. Běžnou součástí bylo také svolávání nadbytečných a dlouhých sčítacích nástupů několikrát za den. Zvláště političtí trestanci byli zapojováni do trestných brigád, při kterých museli po práci v dole, bez ohledu na námahu uklízet tábor nebo vykonávat zcela zbytečné úkoly (například nosit kameny z jedné hromady na druhou a pak naopak). Vyčerpávající a ponižující byly také ideologické proslovy během sčítacích nástupů nebo v rámci povinných politických školení. Vedle toho ostraha politickým trestancům svévolně omezovala návštěvy příbuzných a korespondenci s nimi. Možnosti osobního rozvoje politických vězňů byly minimální.
Jednou z nejkrutějších a zároveň iracionálních forem táborové šikany bylo odepírání dostatečné stravy těm, kteří nesplnili požadovanou pracovní kvótu. Byli umístěni na trestní barák nebo do korekce a dostávali snížené dávky stravy.
Vedle zákazů, omezování a despotického jednání zažívali trestanci také otevřené násilí. Velice brutálně bylo zacházeno s útěkáři, či osobami podezřelými z plánování útěku. Ve spolupráci s táborovými složkami Státní bezpečnosti byli podrobováni krutému mučení, dílem za trest, dílem ve snaze zjistit možné komplice. Individuální fyzické inzultaci byl vystaven kterýkoli trestanec, který byl označen na vzpurného, drzého nebo třeba jen špatně pozdravil některého z příslušníků táborové ostrahy. Prakticky každá takový trestanec byl na několik dnů umístěn do kárné samovazby, takže byli zavřeni do speciální korekce. Pominout nelze ani výhrůžky fyzickou likvidací, které dopadaly na psychiku trestanců.
Největší nezákonnosti skončily na táborech mezi roky 1953–1955. Během roku 1956 sice ještě došlo k výraznému zostření táborového života, už však pouze dočasnému, souvisejícímu s napětím v Polsku a Maďarsku.

### Pranýřování na mrazu
Jednou z nejkrutějších forem táborové tortury bylo trestní stání na táborovém pranýři. V praxi vypadalo tak, že trestanec musel několik hodin nebo dokonce dní stát u táborového oplocení nebo před velitelským barákem. Táborová ostraha si užívání tohoto trestu oblíbila zvláště během studených a mrazových dnů, které jsou zvláště na Jáchymovsku, ale i v oblasti Horního Slavkova od podzimu do jara prakticky každodenním jevem.
Trestance stojícího u táborového pranýře se nikdo z ostrahy nemusel ani dotknout. Několikahodinové stání na mrazu do pacifikovalo bez jakékoli osobní inzultace. Trestanci měli na sobě jen chabé oblečení bez límečku. Čepice byly pranýřovaným trestancům odebírány pravidelně. Rukavice ani šály žádné neměli. Byli vydáni na milost a nemilost povětrnostním vlivům a jejich tělesná teplota rychle klesala. Psychologický účel trestu, neprováděný ve skrytu uzavřené korekce, ale veřejně na očích celého tábora, byl jednoznačný. Trestancova nesnesitelná muka měla být výstrahou celému osazenstvu tábora, jak bude naloženo s případnými dalšími buřiči.
V letech 1950–1953 byl trest táborového pranýře uplatňován prakticky ve všech táborech jáchymovské uranové soustavy. Za odmlouvání a drzé vystupování museli vzdorovití trestanci stát většinou několik hodin na dešti nebo na mraze. Útěkáři byli nadto ještě poléváni vodou, nebo jim byly i odebrány boty. Ještě déle stáli na pranýři ortodoxní adventisté sedmého dne, kteří trvali na svém svěcení soboty. V sobotu odmítali nastoupit do práce a celý den museli za trest stát u táborového oplocení. Následující den pak navzdory fyzickému vysílení museli jít do práce, aby nadělali zameškané hodiny. Brutalita táborové ostrahy šla však ještě dále. Mladí svědkové Jehovovi, kteří v letech 1950–1953 odmítali těžit uranovou rudu pro válečné účely, byli k táborovému pranýři stavěni nebo dokonce přivazováni na několik dní nebo dokonce na celý týden, aniž by se je podařilo donutit k práci pro zmilitarizovaný průmysl. Většina z nich skončila na marodce nebo v nemocnici. Podle některých pamětníků prý dokonce někteří pranýřovaní svědkové Jehovovi na Jáchymovsku doslova umrzli, dosavadní bádání ale takové případy nepotvrdilo. To ale nesnižuje ukrutnost pranýřovacích trestů, při kterých teplota pokožky klesala pod vnímatelné vědomí a trestaní odpírači omrzávali a upadali do bezvědomí.

### Zdravotní následky

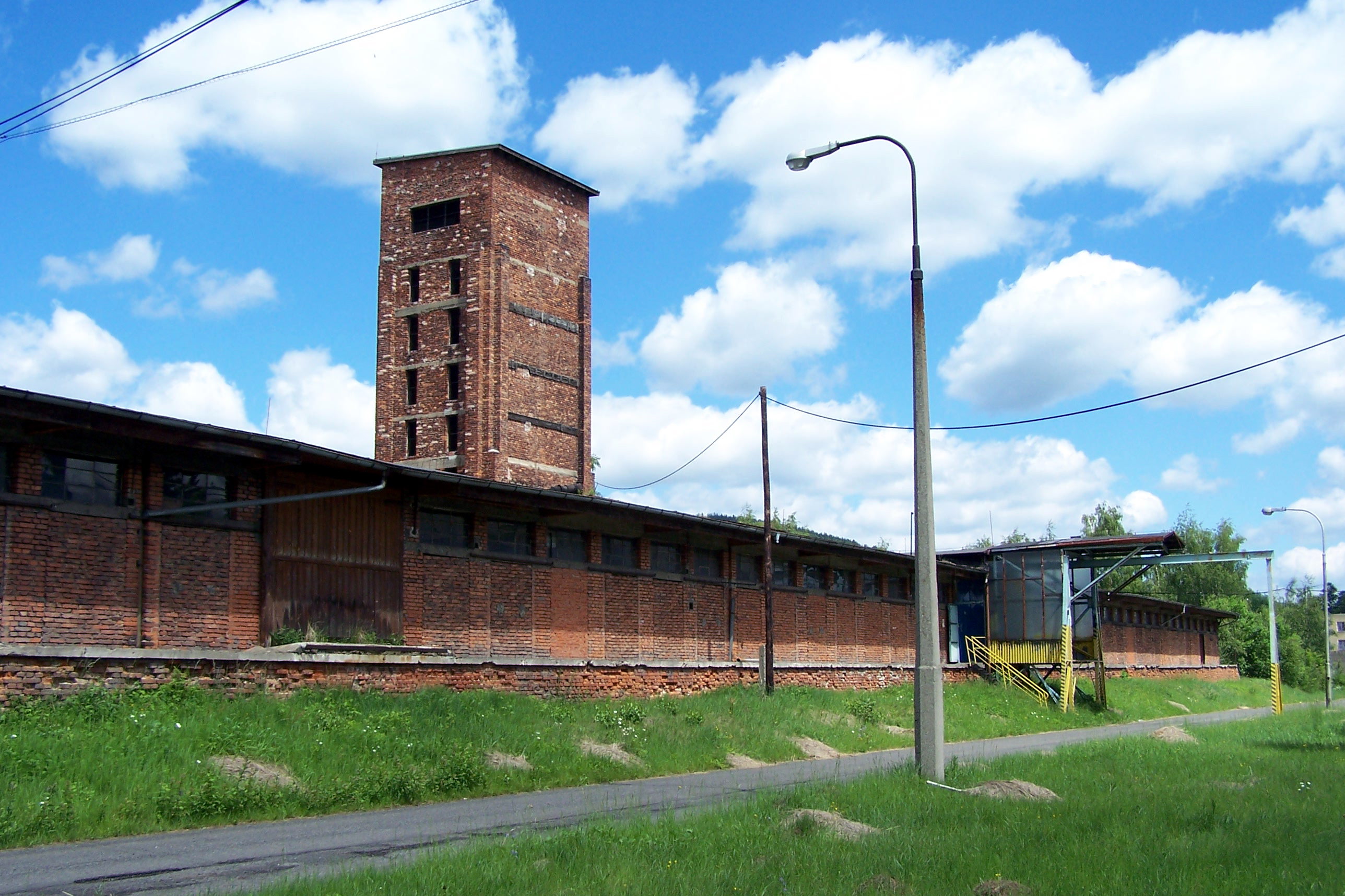
Rudá věž smrti, bývalá třídička uranové rudy

Národní podnik Jáchymovské doly i represivní aparát ministerstev spravedlnosti, národní bezpečnosti a vnitra, stejně jako jim nadřízené státní orgány dlouhodobě bagatelizovaly báňská rizika, bezpečnost práce i specifická zdravotní rizika související s těžbou radioaktivních rud. Civilisté i trestanci se důsledkem toho stávali obětí celé řady úrazů a celoživotních zdravotních poškození, stejně jako obětí nemocí z povolání, často končících fatálním způsobem.
O podezřele vysoké úmrtnosti jáchymovských horníků se mezi místními lékaři vědělo už dávno a na počátku 20. století začaly být její příčiny systematicky zkoumány. Důsledkem liknavosti zodpovědných orgánů se však stát a důlní podnik začaly o zdraví horníků o důsledněji zajímat až v druhé polovině padesátých let. Největší riziko při práci v uranovém dole představovalo vdechování částic rozvířeného žulového prachu, poškozujícího plíce a také radon. Postupně bylo také prokázáno, že vysoké procento rakoviny zdejších horníků skutečně souvisí se silnou radiací uranové rudy.
Zcela neomluvitelnému zacházení byli podrobeni trestanci, kteří museli bez patřičných ochranných pomůcek pracovat v třídírnách a drtičkách uranové rudy. Nejhorší podmínky panovaly v tomto ohledu na vykmanovém táboře „L“, kde trestanci přicházeli do přímého kontaktu s radioaktivní sutí.
Jiné formy celoživotních zdravotních komplikací si z táborů odnášeli ti, kteří se stali obětí sadistických dozorců. Celoživotní následky byly spojeny také s výše zmiňovaným táborovým pranýřováním, při kterém trestancům vážně prochladly vnitřní orgány a omrzala pokožka.

## Uranové tábory v legendách

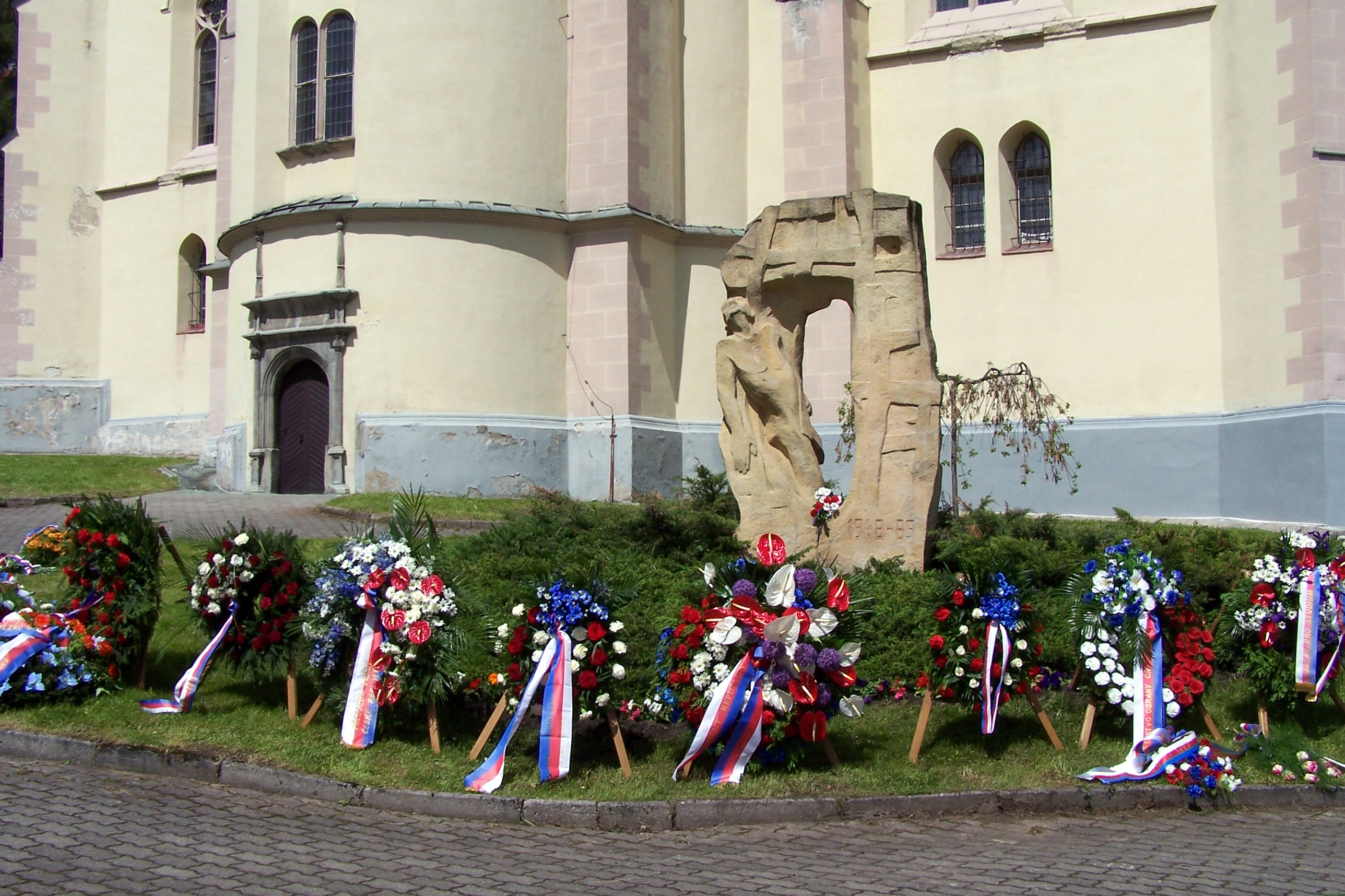
Křížová cesta ke svobodě v Jáchymově, připomínající politické vězně trestaneckých táborů

Podobně jako i u jiných členitých historických fenoménů, došlo také okolo tuzemských trestaneckých uranových táborů na vznik některých legend. Laická a zčásti i odborná veřejnost je přijaly za své a odborný diskurz se s nimi vypořádává teprve v posledních letech.[kdy?]
Základ mytologie uranových táborů byl položen už na konci šedesátých let 20. století, v rámci nekritického sběru stížností na represivní orgány, které tehdy nebyly adekvátně a nestranně vyhodnoceny. Ahistorické pojmy typu „mukl“, „jáchymovské koncentrační tábory“, „likvidační lágr Vykmanov“ a některé další, které začaly být na soustavu jáchymovského vězeňství uplatňovány, získaly tím více patinu důležitosti. Ze stejné doby pochází legenda o Albínu Dvořákovi. Skutečná podstata nezákonností v trestaneckých pracovních táborech je tak odhalována teprve v posledních několika málo letech.[kdy?]